# Affie Jarvis
Arthur Harwood Jarvis (bekannt als Affie Jarvis; * 19. Oktober 1860 in Hindmarsh, Australien; † 15. November 1933 ebenda) war ein australischer Cricketspieler, der zwischen 1885 und 1895 für die australische Nationalmannschaft spielte.

## Aktive Karriere
Als 16-Jähriger war er Teil einer 22-köpfigen Auswahl Südaustraliens die gegen England spielte. Jarvis gab sein First-Class-Debüt in der Saison 1877/78 und spielte in der Folge für South Australia. Sein Test-Debüt in der Nationalmannschaft folgte in der Saison 1884/85 gegen England, wobei ihm ein Fifty über 82 Runs gelang. In der Saison 1886 reiste er nach England, wo ihm als beste Leistung 45 Runs gelangen. Auch in der Saison 1888 reiste er mit dem Team nach England, konnte dort jedoch nicht herausragen. Seinen letzten Einsatz im Nationalteam hatte er bei der Ashes Tour 1894/95. Sein letztes First-Class-Spiel spielte er in der Saison 1900/01.

## Nach der aktiven Karriere
Jarvis verstarb nach langer Krankheit im Alter von 73 Jahren im November 1933.

## Einordnung
Jarvis galt als einer der besten Wicket-Keeper seiner Zeit. Jedoch koinzidierte seine Hochzeit mit der von Jack Blackham, der über viele Jahre der frühen Test-Zeit die Rolle als Wicket-Keeper im australischen Team dominierte.